# Stylasterias forreri
Stylasterias forreri ist eine Art der Seesterne aus der Ordnung der Zangensterne (Forcipulata), die an der Pazifikküste Kanadas und der Vereinigten Staaten zu finden ist. Der bis zu einem Meter große Seestern erbeutet mit seinen Pedicellarien unter anderem bodenlebende Fische.

## Merkmale
Stylasterias forreri kann einen Durchmesser von 1 m erreichen, ist jedoch in der Regel deutlich kleiner. Die Zentralscheibe ist vergleichsweise klein, die 5 (gelegentlich 6) Arme lang und spitz zulaufend. Entlang der Oberseite der Arme verlaufen jeweils 3 bis 5 Reihen 4 mm bis 5 mm weißer Stacheln, die jeweils von einem Ring aus 30 bis 40 Pedicellarien umgeben sind. Zwischen den Stacheln sitzen Büschel blasser Hautkiemen. Bei Berührung des Seesterns klammern sich die Pedicellarien wie ein Klettverschluss an und sind nur schwer abzustreifen. Der Seestern ist grau bis schwarz, gelegentlich beige.

## Verbreitung und Vorkommen
Stylasterias forreri lebt an der Pazifikküste der Vereinigten Staaten und Kanadas sowohl auf felsigem als auch auf sandigem Untergrund unterhalb der Gezeitenzone bis in eine Tiefe von etwa 540 m.

## Ernährung
Stylasterias forreri erbeutet mit seinen Pedicellarien bewegliche Tiere wie Zehnfußkrebse (Sandkrebse: Emerita analoga) und kleine bodenlebende Fische. Berührt ein Mensch mit seiner Hand den Seestern, kommt der Eindruck eines starken Klettverschlusses zustande (daher der englische Name velcro star „Klettstern“). Die Pedicellarien werden bei Wasserbewegung gestreckt und schnappen bei Berührung zu. Das Opfer wird danach mit den Saugfüßchen der benachbarten Arme ergriffen, durch Bewegungen der Arme und Saugfüßchen zur Mundöffnung weitergegeben und verschluckt.

## Fressfeinde
Ein wichtiger Fressfeind von Stylasterias forreri ist der Sonnenstern Solaster dawsoni. Gegen diesen verteidigt er sich, indem er seine Arme um den Angreifer wickelt und mit den Pedicellarien zukneift. Auf diese Weise wird der Sonnenstern oft in die Flucht geschlagen.

## Verwechslung mitAstrometis sertulifera
Stylasterias forreri, ursprünglich unter dem Namen Asterias forreri beschrieben, wird mitunter mit der ähnlichen, ebenfalls Fische fangenden Astrometis sertulifera verwechselt. Während diese jedoch in der Gezeitenzone zu finden ist, kommt Stylasterias forreri nur unterhalb derselben vor. Nach dem Urteil von Walter Kenrick Fisher (1928) beschrieb H. S. Jennings 1907 nicht (Styl)Asterias forreri, sondern Astrometis sertulifera. Untersuchungen von G. A. Robilliard (1971) zeigen allerdings, dass Stylasterias forreri im Beutefangverhalten (jedoch nicht in einer Reihe anderer Merkmale) dem von Jennings beschriebenen Seestern weitgehend gleicht.